# 富山県道344号千里八尾線
富山県道344号千里八尾線（とやまけんどう344ごう ちさとやつおせん）とは、富山県富山市内を起点・終点とする一般県道。

## 概要
この県道は、全線が国道472号と並行し、富山市婦中地区と同市八尾地区を結ぶ。富山市八尾町水谷の水谷交差点と同市八尾町妙川寺の妙川寺交差点で富山八尾中核工業団地にアクセスするため、朝ラッシュ時間帯には渋滞が発生する。終点の富山市八尾町福島は越中八尾駅付近にあり、おわら風の盆の会場である。そのため、おわら風の盆開催中は、妙川寺交差点・終点間が車両通行止めになる。

## 路線データ
- 起点：富山県富山市婦中町千里（国道472号交点）
- 終点：富山県富山市八尾町福島（富山県道25号砺波細入線交点）

## 通過する自治体
- 富山市

## 接続する道路・鉄道
- 国道472号（富山県富山市婦中町千里）
- 富山県道220号下瀬小倉線（富山市婦中町千里）
- 富山県道134号奥田杉田線（富山市八尾町奥田）
- 富山県道35号立山山田線（富山市八尾町新田・新田交差点）
- 富山県道25号砺波細入線（富山市八尾町福島）
- JR西日本 越中八尾駅